# Bossche School

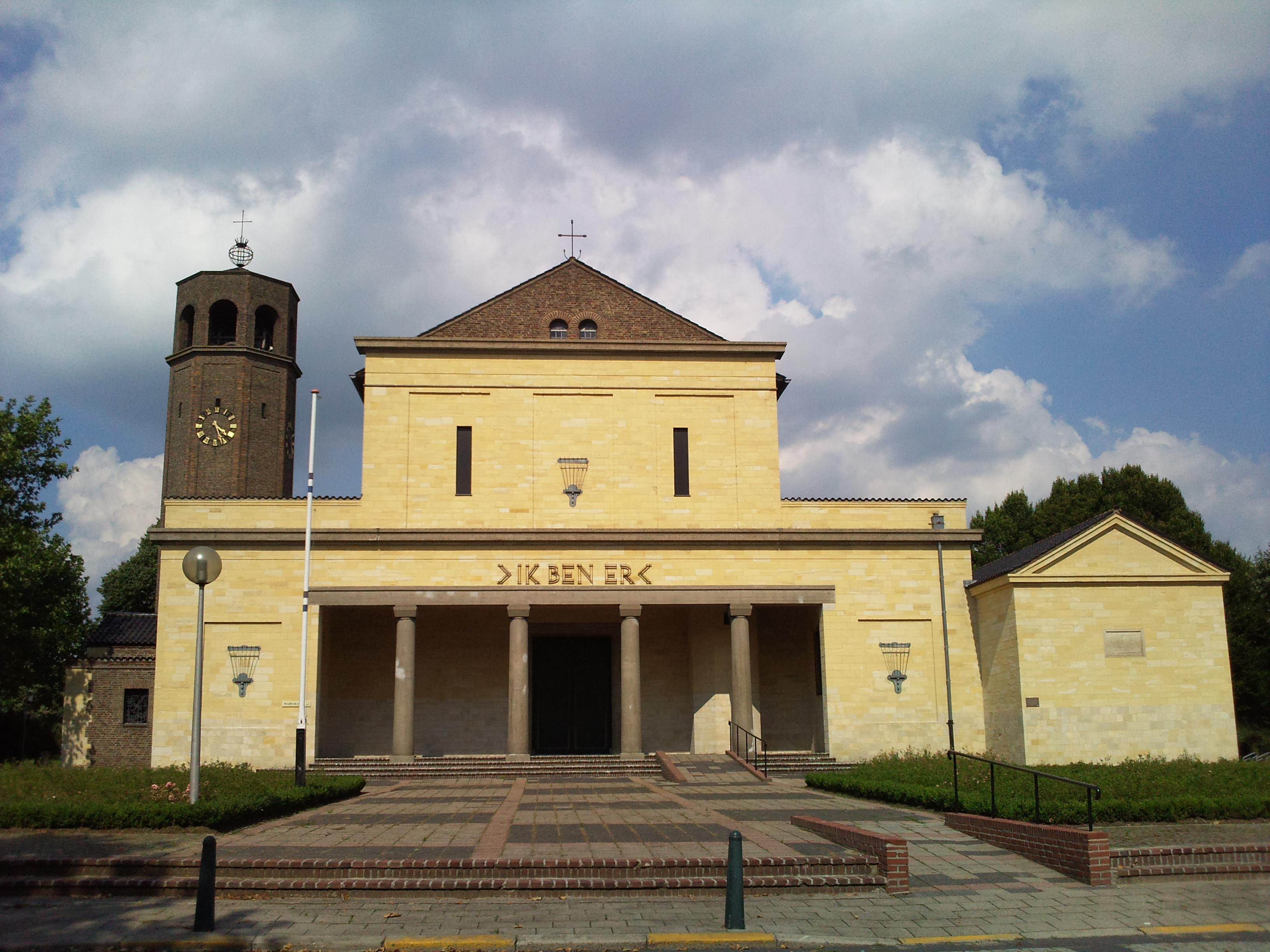
St. Martinuskerk de Gennep

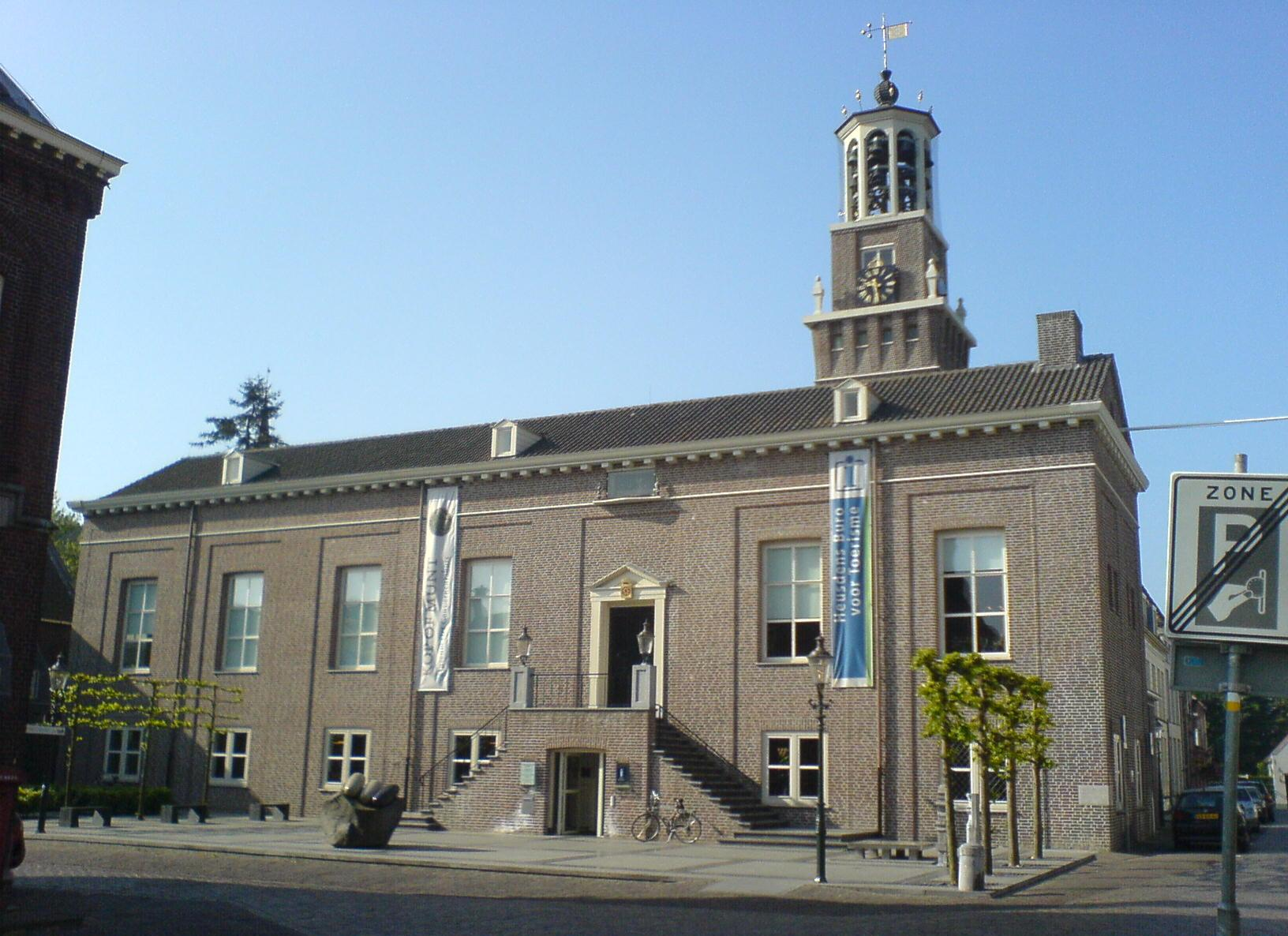
Hôtel de ville de Heusden

La Bossche School (littéralement école de Bois-le-Duc) était un courant traditionaliste de l'architecture néerlandaise . Elle a surtout eu des répercussions sur la construction des églises catholiques. Ce courant vient de la Delftse School.
Le nom Bossche School vient de la formation de 3 ans en architecture ecclésiastique, créée aux Pays-Bas pendant la reconstruction et donnée entre 1946 et 1973 au Kruithuis de Bois-le-Duc ; le but de cette formation était de former des architectes à la reconstruction d'églises. Les enseignants étaient Dom Hans van der Laan, son frère Nico van der Laan (nl) et C. Pouderoyen.

## Caractéristiques
Une caractéristique importante de la Bossche School est la sobriété des formes des bâtiments. Les proportions sont déterminées par le nombre plastique. Il est principalement fait usage de béton, de brique et de bois, les matériaux de construction disponibles facilement aux Pays-Bas.
Les églises sont souvent des basiliques à trois nefs inspirées d'églises primitives chrétiennes italiennes. Les tours s'inspirent souvent des campaniles du nord de l'Italie. La deuxième moitié du XXe siècle a vu la construction dans ce style de nombre d'églises, cloitres, habitations et édifices officiels, principalement dans le sud des Pays-Bas. Du fait de la baisse de fréquentation, certaines de ces églises sont menacées de fermeture.
La Bossche School a été la dernière phase de la tradition architecturale néerlandaise en matière d'églises. Des églises sont encore construites,  mais plus par des architectes spécialisés et le choix se porte surtout vers une architecture fonctionnelle.

## Exemples

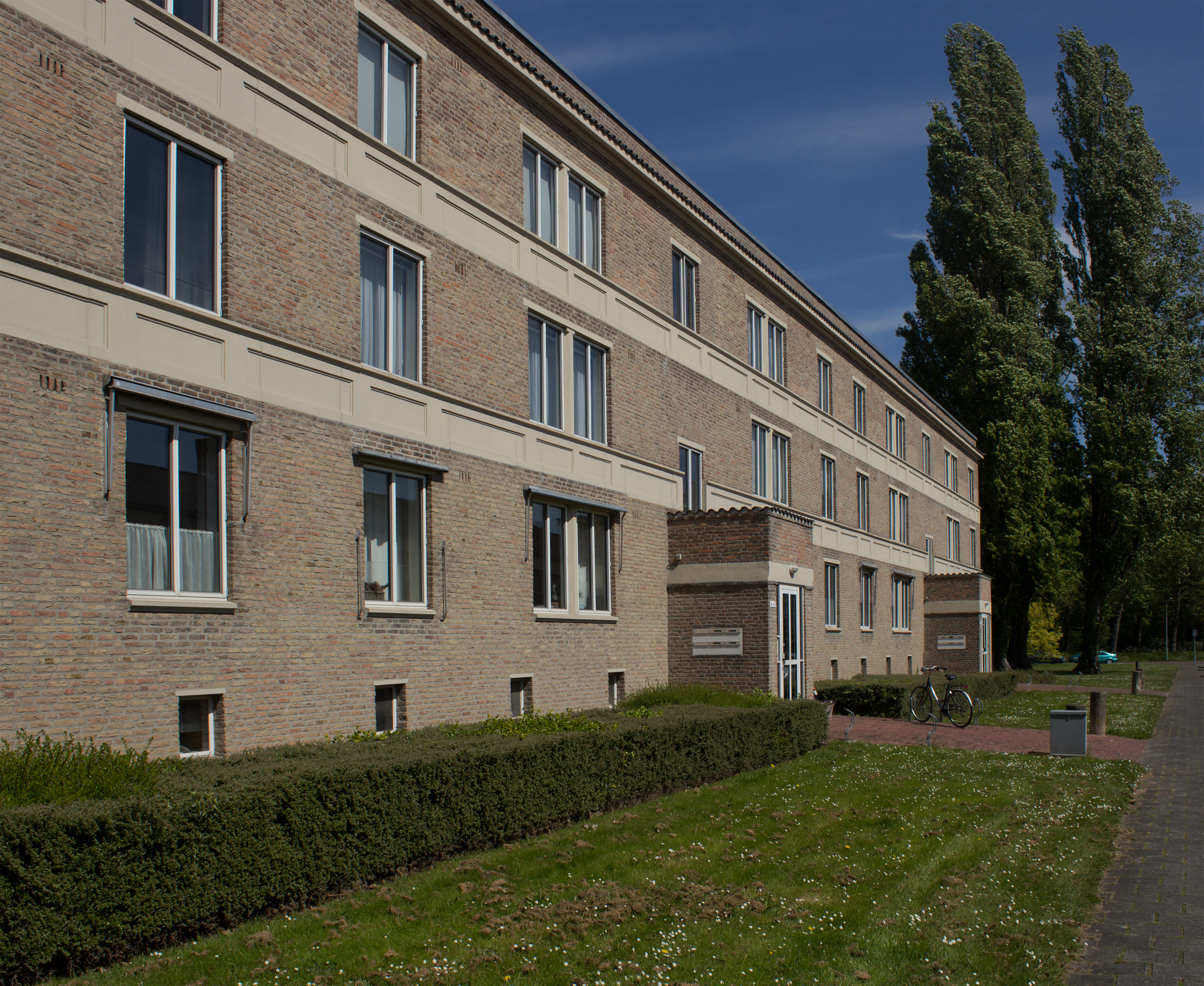
Exemple d'appartements à Den Bosch, construits en 1951/53, par Van der Laan Hansen.

Une illustration des principes de l'école est donnée par l'abbaye  de Sint-Benedictusberg, entre Vaals et Lemiers, où Hans Van der Laan est en particulier responsable de la construction de l’église, d'une crypte et d'un atrium.
Au Madurodam,  c'est une version à l'échelle de St. Martinuskerk de Gennep qui est donnée comme exemple de la Bossche School. 
A Heusden, l'hôtel de ville que les occupants allemands avaient fait sauter pendant la deuxième guerre mondiale  a été reconstruit selon les idées de la Bossche School, sans gagner toutefois l'approbation de la population locale.
A Odiliapeel l'eglise de la Kruisvinding,  (fr:découverte de la croix) de l'architecte Jan de Jong, 1959, est déclarée monument par la commune d'Uden.

## Architectes
Quelques architectes de la Bossche School :
- Dom Hans van der Laan
- Jan de Jong
- Nico van der Laan
- Evers en Sarlemijn
- Gerard Wijnen
- Fons Vermeulen
- Ruys en Bolder
- A.J.C. van Beurden
- C. Pouderoyen